# JotSpot
JotSpot é uma empresa fundada por Joe Kraus e Graham Spencer, que produz ferramentas wiki para construção colaborativa de conteúdo na internet. Em outubro de 2006 a Google comprou a empresa.